# Podróż

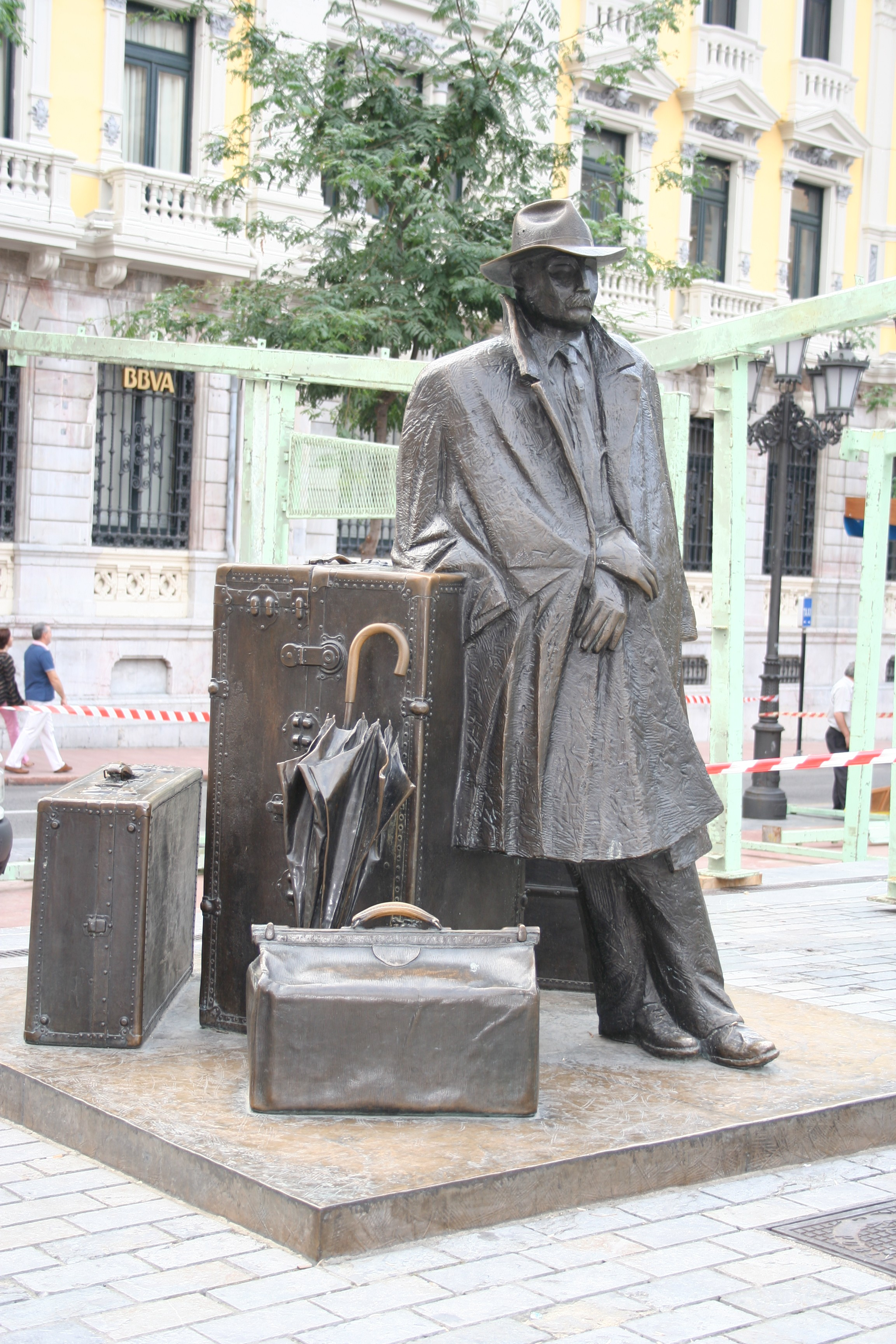
Pomnik podróżnego w Oviedo w Hiszpanii

Podróż (ang. travel, fr. voyage) – przemieszczanie się ludzi pomiędzy odległymi geograficznie lokalizacjami. Podróż można odbyć pieszo, rowerem, samochodem, autobusem, pociągiem, statkiem, samolotem lub w inny sposób. Podróżować można z bagażem lub bez, w jedną stronę lub w obie strony. Podróż może obejmować stosunkowo krótkie pobyty w kolejnych lokalizacjach, np. w przypadku turystyki.
Osoba podróżująca pieszo to wędrowiec, podróżujący środkiem komunikacji to podróżny lub wojażer. W odróżnieniu od nomadów – koczowników, członków grupy ludzi nieposiadającej stałego miejsca zamieszkania, przemieszczającej się z miejsca na miejsce, np. w związku ze zmianami pogody lub w poszukiwaniu żywności, wody, opału albo pastwisk dla zwierząt hodowlanych, podróżnym był od zarania dziejów przedstawiciel cywilizacji osadniczej.
Podróże odbywano od dawna, początkowo dla praktycznego celu: nauki, handlu, polityki (poselstwa). Podróżowano również do miejsc kultu religijnego: z chęci odpokutowania za grzechy, zjednania łask lub w podzięce za nie. Podróż dla odwiedzenia miejsc kultu religijnego nazywa się pielgrzymką, a osoba biorąca udział w pielgrzymce to pielgrzym lub pątnik.
Podróż wymagała odpowiedniego przygotowania. Podróżni brali ze sobą garderobę na różne pory roku, zastawę stołową, zapasy jedzenia, czasem namioty oraz służbę. W ten sposób podróż stawała się wyprawą.

## Starożytność
W starożytności, a następnie w dobie odrodzenia (XV–XVI wiek) podróżowano także dla przyjemności i poznania świata. Podróżnicy spisywali swoje przeżycia, opisywali przemierzane krainy i zwyczaje ludów je zamieszkujących. Te notatki i pamiętniki były często publikowane i stanowiły dla współczesnych cenne źródło wiedzy o świecie. Czasami te podróże były wymuszone koniecznością, jak np. podróż Solona do Egiptu, na Cypr i do Lidii po objęciu władzy w Atenach przez Pizystrata. Jeszcze bardziej dramatyczne były przyczyny podróży Ksenofonta, który przebieg „Wyprawy 10 Tysięcy” opisał w swym dziele Anabaza. Pierwszymi jednak podróżnikami zmierzającymi do poznania i opisania świata byli logografowie jońscy z ich najwybitniejszym przedstawicielem, „ojcem historii” Herodotem. Nie sposób też nie wspomnieć Pauzaniasza, autora dzieła Periegesis tes Hellados (Wędrówki po Helladzie), swoistego przewodnika po starożytnej Grecji.

## Średniowiecze
W dobie średniowiecza liczne podróże odkrywcze odbywali Arabowie i Maurowie, jak np. Muhammad Ibn Battuta, a także Europejczycy, z których najsłynniejszym był Marco Polo. Dopiero w dziewięć stuleci po wyprawach wikingów grenlandzkich do Winlandii dowiedział się o nich cywilizowany świat. Również w średniowieczu zaroiło się od wędrownych poetów i pieśniarzy zwanych we Francji trubadurami (jednym z nich był François Villon), truwerami i minstrelami, w Niemczech minnesingerami, zaś w krajach celtyckich bardami, ale zwyczaj wywodził się z Grecji starożytnej, po której wędrowali aojdowie, a najsłynniejszym z nich był twórca Iliady i Odysei Homer.

## Epoka wielkich odkryć
W XV i XVI wieku nastąpiła epoka wielkich odkryć geograficznych, w ramach lub na skutek których organizowano wyprawy zbrojne w odległe rejony świata zwane konkwistą. Celem konkwistadorów był podbój i opanowanie nowych terytoriów. Takimi podróżnikami-konkwistadorami byli Krzysztof Kolumb, Vasco da Gama, czy Ferdynand Magellan, by wymienić tylko największych.
Podróżowanie bez określonego celu to włóczęga. Włóczęgą lub łazikiem nazywa się osoba, która się włóczy. Szczególnego rodzaju włóczęgą był dawniej dziad, nie proszalny, lecz obieżyświat, rodzaj ludowego barda który wędrował dla ciekawości świata i przez ludzi osiadłych witany chętnie jako źródło informacji i rozrywki, jako że zwykle niesamowite wydarzenia prezentował w postaci pieśni dziadowskiej. Przedstawicielem tego gatunku był XVIII-wieczny lirnik kozacki Wernyhora.

## XX wiek
Pęd do poznawania świata stał się jednym z bodźców rozwoju komunikacji. Podróżny stał się pasażerem, a za bagaż z czasem zaczęła wystarczać karta kredytowa.
Mniej majętnym, lub mającym mniej czasu musi wystarczyć wycieczka, czyli podróż krótkotrwała. Uczestnik wycieczki to wycieczkowicz. Wycieczkowicz zamiłowany w wycieczkach krajoznawczych to turysta.
Podróżowanie dzięki uprzejmości przygodnych właścicieli aut to podróż autostopem, a taki podróżny to autostopowicz.
Podróżowanie, ponieważ nie ma się dokąd powrócić, to tułaczka. Według legendy stale w drodze jest Żyd Wieczny Tułacz.
Podróż w celu stałego lub czasowego osiedlenia się w innym kraju to emigracja.
Podróż w związku z wykonywaną pracą to podróż służbowa, potocznie delegacja. Podróżujący przedstawiciel handlowy to komiwojażer.
Okolicznościową odmianą podróży jest podróż poślubna.

## Podróż w literaturze
Utwory dotyczące podróży (nie tylko w tradycyjnym jej rozumieniu) to m.in.:
- Podróż bez celu Fryderyka Skarbka (z 1824–1825),
- Podróż do kresu nocy Louisa-Ferdinanda Céline’a,
- Podróż sentymentalna Laurence’a Sterne’a,
- Podróż do Ziemi Świętej z Neapolu Juliusza Słowackiego (wyd. 1839),
- Podróż do Ciemnogrodu Stanisława Kostki Potockiego (wyd. 1820),
- Odyseja,
- Iliada.